# Абалоф, Гиоргос
Гиоргос Абалоф (греч. Γιώργος Αμπαλόφ); (5 января 1982, СССР) — греческий фехтовальщик-шпажист, участник летних Олимпийских игр 2004 года.

## Спортивная биография
В 2004 году Гиоргос принял участие в летних Олимпийских играх в Афинах в соревнованиях шпажистов. Но уже в первом раунде соревнований греческий спортсмен уступил египетскому шпажисту Ахмеду Набилу 6:15.